# 11056 Волленд
11056 Волленд (11056 Volland) — астероїд головного поясу, відкритий 6 червня 1991 року.
Тіссеранів параметр щодо Юпітера — 3,466.
Названо на честь Софі Волленд (фр. Sophie Volland; 1720-1784), особи, з якою листувався тривалий час Дені Дідро, розвиваючи свої філософські думки та даючи тверезі оцінки паризькій дійсності.